# Филановский, Борис Даниилович
Борис Даниилович Филановский (род. 19 декабря 1968, Ленинград) — российский композитор, поэт.

## Биография
Учился в Музыкальном училище имени Римского-Корсакова у Сергея Белимова. В 1995 окончил Санкт-Петербургскую консерваторию у Бориса Тищенко. В 1992−1997 годах занимался на Всероссийских семинарах для молодых композиторов в Иваново у Сергея Беринского. В 1998 г. стажировался в IRCAM. Член группы композиторов «Сопротивление материала». Член Союза композиторов России.
С 2005 выступает как экстремальный вокалист/чтец, в этом качестве сотрудничал с eNsemble Про Арте, Шенберг-ансамблем, Ансамблем 2e2m, KNM Berlin, Теодором Курентзисом, Кириллом Серебренниковым.
С 2013 живёт в Берлине.

## Творчество
С 2000 художественный руководитель eNsemble Института Про Арте.
Автор проектов «Пустота в клетку», «Семь слов. Йозеф Гайдн и Группа авторов», «Турне вокруг Турнейской мессы», «Немецкий сезон», «Пифийские игры» (ежегодные соревнования композиторов) и других.
В сентябре 2003 заменил Луи Андриссена, проведя в СПб Консерватории мастер-класс для молодых композиторов с оркестром De Volharding.
С 2003 инициатор программы Института Про Арте «Новые музыкальные технологии» (саунд-дизайн, live electronics).
В марте 2005 был финалистом Third International Competition for Composers (Сеул).
В сентябре-октябре 2006 — резиденция в Djerassi Resident Artists Program. Член Группы композиторов Сопротивление Материала (СоМа).
Опера «Сверлийцы. Увертюра. Окончание» (часть оперного сериала) с успехом идёт в Электротеатре с середины 2015 года, собирая полный зал. Номинация на «Золотую Маску 2016» за лучшую работу композитора.
В ноябре 2018 года оратория «Пропевень о Проросли Мировой» на текст Павла Филонова была с большим успехом исполнена ГАСО под управлением Владимира Юровского на московском фестивале «Другое пространство» и высоко оценена критикой.
В апреле 2019 запустил проект Direct music, ломающий традиционные рамки коммуникации композитора и общества: мини-заказы на музыку от любого человека.

### Крупные музыкальные сочинения
- Seemphony для оркестра
- Пропевень о Проросли Мировой для солистов, хора и оркестра (текст: Павел Филонов)
- Три четыре, лирические сцены не для театра (текст: Лев Рубинштейн)
- Сверлийцы II, опера (текст: Борис Юхананов)
- Scompositio (текст: документальный)

### Сочинения для необычных составов
- Collectivision для 7 губных гармоник и аккордеона
- Cantus with cleansing для 7 балканских гусляров (текст: Евгений Осташевский)
- Tristans Liebestod und Nachspiel для трёх исторических роялей разных эпох
- La Machine Fleuve для 20 музыкальных шкатулок и велосипедиста
- Voicity, опен-эйр/посвящение Арсению Авраамову, для строительной и военной техники, транспорта и саунд-проекции

### Книги
- Филановский, Б. Шмоцарт. — Jaromir Hladik Press, 2020. — 256 с. — ISBN 978-5-6044405-0-6.[1]

### Достижения
- Победитель конкурса IRCAM Reading Panel’97
- Лауреат Irino Prize (Токио, 2003)
- Стипендиат Берлинской программы для деятелей искусств (2013—2014) / Berliner Künstlerprogramm des DAAD[англ.]

### Проект direct music
Direct music стартовала в апреле 2019 и на сегодня является единственным p2p проектом в области музыки. В рамках Direct music любой может заказать композитору пьесу для себя или другого человека на одну или более страниц А4, она будет иметь заглавие из порядкового номера и имени. Кроме того, любой может завести в музыкальном банке свой счёт и пополнять его; соответственно будет расти и его именное сочинение. Стартовая цена страницы 100 евро, она регулярно повышается.

### Произведения исполняли
- eNsemble Института Про Арте
- MusicAeterna
- unitedberlin
- KNM Berlin[англ.]
- ensemble mosaik
- Schoenberg Ensemble
- Orkest De Volharding и Юрьен Хемпел
- Avanti! Chamber Orchestra
- DoelenEnsemble и Ари ван Бек
- Московский ансамбль современной музыки
- Студия новой музыки Москва и Игорь Дронов
- Da Capo Chamber Players
- ensemble Intégrales
- Laterna Magica
- Уральский филармонический оркестр и Дмитрий Лисс
- Йон Стургордс
- Avanti! Chamber Orchestra и Сюзанна Мялькки
- Nieuw Ensemble и Отто Тауск
- Герри де Фриз
- Франсес-Мари Уитти
- Трио «А Бао А Ку» и Александр Маноцков
- Оркестр «СПб Камерата» и Александр Титов